# Euskadiko Ezkerra
Euskadiko Ezkerra (en euskera: Izquierda del País Vasco; EE) fue una coalición y, posteriormente, un partido político español de ideología socialista y vasquista, activo en el País Vasco y Navarra, que acabó fusionado con la federación vasca del PSOE para constituir el Partido Socialista de Euskadi-Euskadiko Ezkerra (PSE-EE).

## Historia

### Como coalición o marca electoral

#### Génesis de la coalición
Euskadiko Ezkerra fue en origen una candidatura que se creó en 1977 a partir de la plataforma Euskal Erakunde Herritarra (EEH), que llegó a agrupar a diversas organizaciones de izquierda, tanto abertzales como de ámbito estatal, y que propugnaba el restablecimiento del estatuto de autonomía y el ejercicio del derecho de autodeterminación. Sin embargo, de ellas solamente Euskal Iraultzarako Alderdia (EIA) y Euskadiko Mugimendu Komunista (EMK) formaron coalición para presentar listas a las elecciones generales de junio de 1977 en las circunscripciones de Vizcaya, Guipúzcoa y Álava, mientras Unión Navarra de Izquierdas (UNAI), una coalición aliada, presentaba su lista en la de Navarra.
La propuesta de la coalición partió de EMK —partido político que provenía de ETA Berri, una escisión obrerista y no nacionalista de ETA producida en 1966—, que quería evitar que la división de la izquierda revolucionaria en las elecciones les llevara a la marginalidad. Por su parte, EIA —creado por decisión de la VII Asamblea de ETA político-militar, celebrada en septiembre de 1976, como estrategia de desdoblamiento de la organización armada— consideraba que la dictadura franquista se estaba convirtiendo en una democracia parlamentaria burguesa y veía la oportunidad de participar en las elecciones como parte de una estrategia más amplia de la izquierda abertzale. En Euskal Herriko Alderdi Sozialista (EHAS) —que era miembro de EHH en origen y el partido de la Koordinadora Abertzale Sozialista (KAS) más cercano a ETA (m)— hubo un largo debate sobre si iba a participar también en la coalición entre EIA y EMK, pero finalmente tras los trágicos sucesos de la semana proamnistía de mayo de 1977, ocurridos un mes antes de los comicios, retiró sus candidatos y pidió la abstención en dichas elecciones.
Finalmente, además de EIA y EMK, la coalición contó también con el apoyo de Euskal Komunistak (EK), un pequeño grupo surgido de la transformación de la Oposición de Izquierdas del PCE (OPI), recién escindido del Partido Comunista de Euskadi (PCE-EPK) y que también había formado parte de EEH. De esta forma, Euskadiko Ezkerra se constituyó como una coalición transversal de izquierda que incluía a nacionalistas y no nacionalistas en torno a los siguientes objetivos: estatuto de autonomía, derecho de autodeterminación, programa de bilingüismo, disolución de las fuerzas de orden franquistas y puesta en marcha de un programa económico antimonopolista.
La campaña de boicot a las elecciones auspiciada por KAS únicamente reflejó su influencia en Guipúzcoa y Vizcaya, con índices de abstención del 23,33% y 23,62%, respectivamente, ligeramente superiores a la media española (21,17%). En el País Vasco el PNV, con 296.193 votos, y el PSOE, con 267.897, fueron los máximos vencedores. Euskadiko Ezkerra obtuvo 61.417 votos, el 6,07% del total; pero ni PCE-EPK, con 45.916, ni ESB-PSV, con 36.002, ni ANV, con 6.435, consiguieron representación alguna. En Navarra UNAI logró 24.489 votos, quedando a unos cientos de lograr un diputado.
La lista de Euskadiko Ezkerra por Guipúzcoa obtuvo un escaño en el Congreso de los Diputados para Francisco Letamendia (quien dimitió antes de agotar la legislatura para pasarse a Herri Batasuna, siendo sustituido por Patxi Iturrioz, de EMK), otro en el Senado para Juan María Bandrés, y ninguno en las otras circunscripciones. Ambos, que habían ejercido de abogados durante el Proceso de Burgos de 1970, visitaron las tumbas de los últimos militantes de ETA (pm) fusilados por la dictadura de Franco para prometer «seguir luchando hasta las últimas consecuencias por los mismos objetivos por los cuales ellos habían muerto».

#### Primeras escisiones e incorporaciones
El peso de la campaña electoral de Euskadiko Ezkerra (EE) lo llevó el EMK, gracias a la capacidad de trabajo de su militancia, su organización y su infraestructura. EIA, que carecía de esas ventajas, gozaba en cambio de una popularidad heredada de ETA que le iba a permitir «poner los votos», por lo que instrumentalizó deliberadamente al EMK. Los relativamente buenos resultados obtenidos en las elecciones fueron felicitados con entusiasmo por ETA (pm), que los asumía como propios, y la dirección de EIA se consideró autorizada para hegemonizar la coalición, marginando a los otros componentes. Casi desde su fundación hubo fricciones entre EIA y EMK, acusando el segundo al primero de actuar como si fuera el único portavoz de EE, a lo que había que añadir la negativa por parte de EIA a ceder a las presiones de EMK para que EE condenara públicamente la violencia de su brazo armado.
A pesar de haber sido uno de los cinco partidos abertzales que formó la Mesa de Alsasua, EIA rechazó participar en la creación de Herri Batasuna (HB) y aceptó el régimen preautonómico, que rebajaba las pretensiones de autogobierno del nacionalismo vasco y separaba administrativamente a Navarra del País Vasco. Como consecuencia, muchos militantes de EE (incluyendo candidatos de las primeras listas, como Pedro Solabarria, Felix Egia, Francisco Letamendia e Iñaki Esnaola) acabaron separándose de la coalición e integrándose en HB.
Sin embargo, a partir de entonces, EE recibiría el apoyo de la efímera «ANV Histórica», una escisión de Acción Nacionalista Vasca (ANV) dirigida por Gonzalo Nárdiz y contraria a la incorporación de ANV en HB.
En enero de 1978 la sección vasca de la Organización de Izquierda Comunista (OIC) —que ya formaba parte de UNAI— se incorporaría a la coalición con el respaldo de EMK. Sin embargo, en febrero de ese año ambas organizaciones, junto con Euskal Komunistak, abandonarían EE argumentando estar en desacuerdo con la incorporación de Juan María Bandrés al Consejo General Vasco como consejero de Transportes y con el voto favorable de este a la candidatura del Partido Nacionalista Vasco (PNV), por lo que dieron por rota la coalición.
Ese mismo año, en octubre, un grupo de intelectuales escindidos de Herri Alderdi Sozialista Iraultzailea (HASI), Euskal Kidego Iraultzaile Abertzalea (EKIA), se integra en EE, protestando por ello EMK y OIC. Asimismo la Organización Revolucionaria de Trabajadores (ORT) también protestó, aduciendo que había pedido entrar en la coalición y que dicha petición fue rechazada pese a contar con el respaldo de EMK y cumplir el requisito —que según ésta Mario Onaindia había puesto como condición— de ser un «partido revolucionario con el que se puede colaborar en un momento concreto».
En noviembre, tras la dimisión de Letamendia como diputado en el Congreso, Bandrés solicitó a iniciativa de EIA el registro de Euskadiko Ezkerra como partido, extendiendo su campo de actuación a Navarra y desvinculándose de la coalición UNAI. Como partido, EE aspiraba a «la consecución de un amplio estatuto de autonomía para el País Vasco; lograr una comunidad socialista de pueblos soberanos en la que se articularán las nacionalidades y desarrollar la cultura vasca en toda Euskal Herria». En el referéndum para la ratificación de la Constitución española celebrado en diciembre de ese mismo año, EE hizo campaña por el «No» debido a que ésta no contemplaba el derecho de autodeterminación.
En las elecciones al Parlamento Foral de abril de 1979 se presentó integrado en la coalición Nacionalistas Vascos (junto con PNV, ESEI y PTE) por la merindad de Pamplona y dentro de las candidaturas de las llamadas Agrupaciones Electorales de Merindad (junto con HB y EMK) por las de Estella, Sangüesa y Olite. No obstante, su presencia en Navarra sería poco menos que testimonial en los sucesivos años y solamente en las elecciones autonómicas de 1987 logró representación con un único parlamentario foral.
En octubre de 1979 EE se mostró a favor del Estatuto de Autonomía del País Vasco; al igual que la organización ETA (pm), que por dos veces interrumpió la programación de TVE para solicitar el voto afirmativo en el referéndum. A partir de entonces, la defensa del marco estatutario recién aprobado será una de las principales señas de identidad de EE; lo que unido al estancamiento de EIA (partido organizado según el patrón de la Tercera Internacional, que progresivamente iría abandonando) en contraste con el paralelo crecimiento en influencia y atracción electoral de EE, propició que en junio de 1981 EIA adoptara la decisión de disolverse e integrarse en una remodelada Euskadiko Ezkerra.

### Como partido político

#### Refundación como partido político

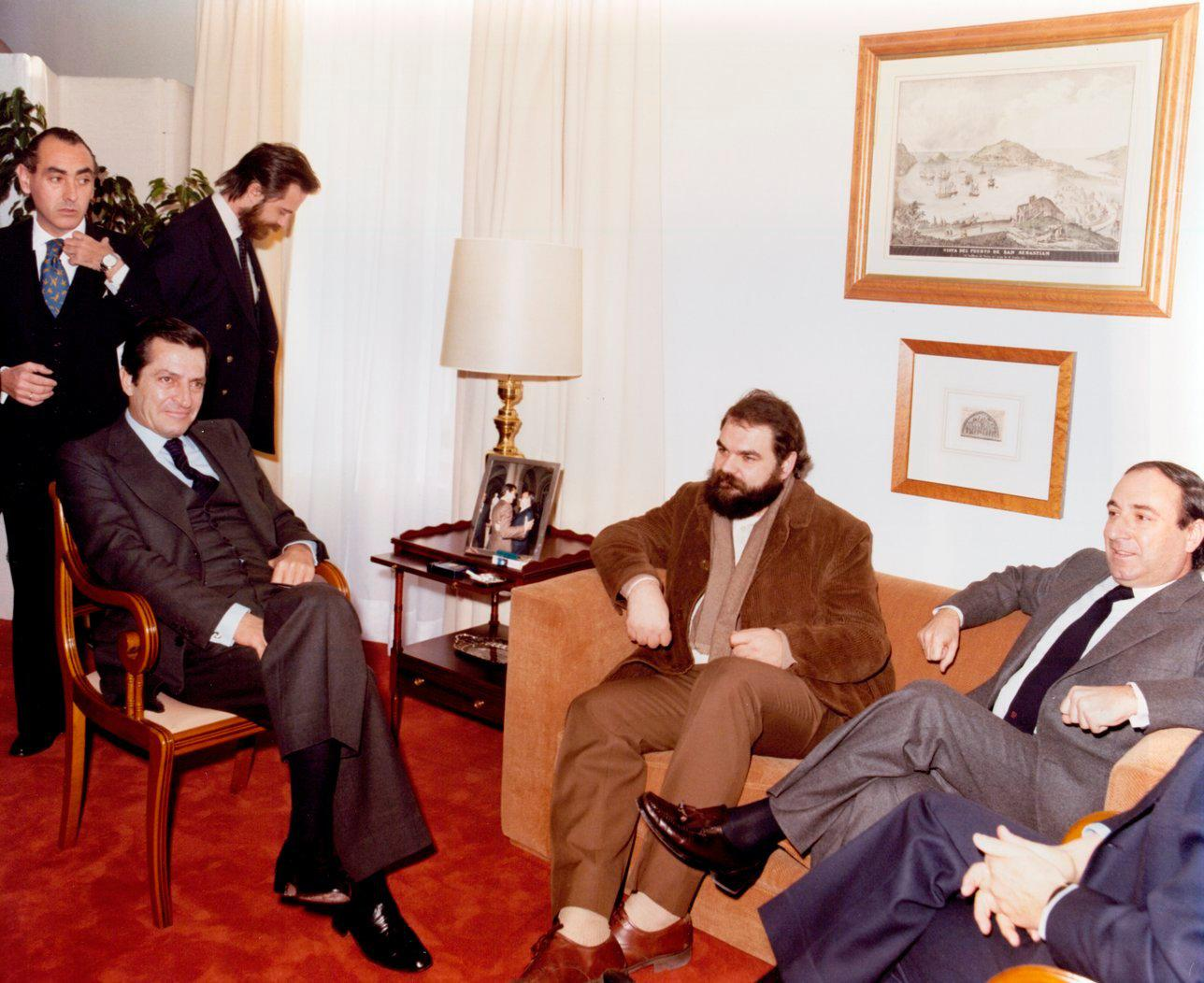
Adolfo Suárez, presidente del Gobierno español, reunido con los dirigentes de EE Mario Onaindia y Juan María Bandrés en diciembre de 1980.

En marzo de 1982 se unió con el sector mayoritario del Partido Comunista de Euskadi (PCE-EPK), encabezado por su secretario general, Roberto Lertxundi, y se constituyó en un nuevo partido político con el nombre de Euskadiko Ezkerra-Izquierda para el Socialismo (EE-IPS), aunque siguió utilizando frecuentemente solamente el nombre de Euskadiko Ezkerra; asimismo la formación abandonó su definición explícitamente nacionalista vasca y pasó a definirse como «socialista abertzale».
A esta nueva EE también se sumaría el «Colectivo ESEI», un grupo de exmilitantes de Euskal Sozialistak Elkartzeko Indarra (ESEI), partido que meses atrás había adoptado la decisión de autodisolverse al no poder encontrar un espacio electoral propio; así como algunos exmilitantes de EMK, LKI y PSE-PSOE.
Su primer comité central («Biltzar Tippia») concitaba en su seno las distintas tendencias: 38 miembros de Aketegi, otros 38 procedentes del PCE-EPK, 33 de Nueva Izquierda y dos independientes. Su secretario general en esta época fue Mario Onaindia, que lideraba la tendencia Aketegi, mayoritaria en EIA y coincidente con el sector de Lertxundi en constituir alianzas entre las fuerzas de izquierdas vascas, superando la división entre nacionalistas y no nacionalistas, por una parte, y entre socialistas y comunistas, por otra. Juan María Bandrés fue elegido presidente, revalidando el puesto en los sucesivos congresos del partido.
Euskadiko Ezkerra tuvo desde sus inicios una clara relación de interdependencia con ETA (pm), llegando a nutrirse económicamente de ETA (pm) y evitando pronunciarse ante sus crímenes. Sin embargo las acciones de ETA (pm) ponían a EE en una posición cada vez más difícil y comprometida que, de cara a la opinión mediática, interfería en su actividad política; por lo que acabó rechazando la estrategia armada y desempeñó un papel fundamental, con Bandrés y Onaindia a la cabeza, para la disolución de la facción VII Asamblea de dicha organización —que fue anunciada el 30 de septiembre de 1982 en una rueda de prensa ante los medios de comunicación y a cara descubierta— como resultado de las negociaciones que los dirigentes de EE mantuvieron con el gobierno español para que los miembros de ETA (pm) pudieran acogerse a medidas de gracia. Aunque en realidad fue una escisión minoritaria de la organización la que abandonó la lucha armada, ya que la facción VIII continuó en activo, pasando parte de sus integrantes (los conocidos como «milikis») a ETA (m).
Por otro lado, EE fue evolucionando desde posiciones marxistas clásicas hacia el eurocomunismo, primero, para acabar convirtiéndose en un partido socialdemócrata con planteamientos vasquistas. Esto provocaría algunas disensiones en su seno. En diciembre de 1982 la corriente crítica Nueva Izquierda, liderada por su secretario general en Navarra Bixente Serrano Izko, se escinde de EE, acusándola de «derechizarse» hacia el PSOE y de haber abandonado su origen abertzale, y poco después se une a Liga Komunista Iraultzailea (LKI), Langile Abertzale Iraultzaileen Alderdia (LAIA) y Euskadiko Mugimendu Komunista (EMK) en la coalición Auzolan. Por su parte, EE expulsó de su seno al pequeño grupo trotskista Ezkerra Marxista que provenía a su vez de una expulsión del Partido Socialista Obrero Español (PSOE) y la Unión General de Trabajadores (UGT) alaveses.

#### Elección de Aulestia como secretario general
En enero de 1985, se celebró el II Congreso de EE, siendo elegido secretario general Kepa Aulestia, que sostuvo una postura más nacionalista que su predecesor y se opuso a la permanencia de España en la OTAN en el referéndum de 1986.
Tras la división del Partido Nacionalista Vasco (PNV) y la creación de Eusko Alkartasuna (EA), que propiciaron la convocatoria de las elecciones al Parlamento Vasco de 1986, en las que el Partido Socialista de Euskadi (PSE-PSOE) relegó a una segunda posición al PNV en número de escaños, EA y EE iniciaron conversaciones con el PSE-PSOE para negociar un programa de gobierno entre estas tres formaciones. Este acuerdo sería rechazado por el PSE-PSOE, que finalmente terminó pactando con el PNV, y posteriormente EE estableció varias coaliciones con EA en diversos municipios.
En enero de 1988, Aulestia firmó el Pacto de Ajuria Enea por la paz y contra el terrorismo y, en mayo, fue reelegido secretario general de EE en su III Congreso. En diciembre de ese mismo año, la dirección de EE decidió aceptar la Constitución española rectificando el «No» dado diez años antes, lo que fue acogido con reticencia por un sector del partido.
En febrero de 1990, el Parlamento Vasco aprobó una resolución en favor del ejercicio del derecho de autodeterminación, cuyo texto había sido previamente pactado por EE, PNV y EA. Una de las propuestas programáticas de EE para las elecciones de ese año fue precisamente reformar el estado de las autonomías para reconducirlo a un estado federal.

#### Integración en el Partido Socialista de Euskadi
Los malos resultados electorales obtenidos en las elecciones de octubre de 1990, en las que la dirección de EE había rechazado un acuerdo con Izquierda Unida-Ezker Batua, propiciaron que la formación entrara en crisis, agudizándose sus dos tendencias, Renovación Democrática y Auñamendi, ambas socialdemócratas, pero con diferentes estrategias de alianzas, los primeros proclives a coaligarse con el PSOE y los segundos con EA.
En 1991 EE entró en el gobierno del País Vasco en coalición con PNV y EA. Sin embargo, en el IV Congreso de EE, celebrado en febrero de ese mismo año, Juan María Bandrés fue reelegido presidente y Jon Larrinaga fue designado secretario general, ambos de Renovación Democrática, acordando solicitar el ingreso en la Internacional Socialista e iniciando así un acercamiento al Partido Socialista de Euskadi (PSE), la federación del PSOE en el País Vasco. Durante el congreso los enfrentamientos internos fueron especialmente tensos y la tendencia ganadora finalmente se impuso por un margen de diferencia muy ajustado.
Cuando en septiembre de ese mismo año EA fue expulsado del Gobierno de coalición por haber apoyado las mociones por la independencia presentadas por Herri Batasuna (HB) en algunos ayuntamientos, los parlamentarios de Auñamendi (cinco de los seis de EE) que se opusieron a esta decisión fueron expulsados del partido, entre ellos su anterior secretario general, Kepa Aulestia, junto a varios militantes más y la totalidad de la ejecutiva guipuzcoana. Esta decisión acabaría propiciando la ruptura entre ambos sectores, escenificada en el V Congreso de EE, convocado de modo extraordinario a solicitud de los militantes alineados en Auñamendi, que abandonarían la formación para crear un nuevo partido.
En marzo de 1993 se celebró el VI Congreso de EE, donde una mayoría de afiliados aprobó la fusión con el PSE-PSOE, para dar lugar al nuevo Partido Socialista de Euskadi-Euskadiko Ezkerra (PSE-EE) «con el objetivo de convertirse en una alternativa al PNV en el Gobierno de Euskadi», y en el que algunos dirigentes de EE alcanzaron gran relevancia, como Mario Onaindia, que fue nombrado vicepresidente; mientras que otros, como Xabier Izko de la Iglesia o Roberto Lertxundi, abandonaron la militancia al no aceptar la fusión.
En Navarra EE quedó disuelto. Algunos de sus afiliados se integraron en el Partido Socialista de Navarra, otros en Izquierda Unida de Navarra, y otros se dispersaron por las diversas fuerzas del nacionalismo vasco, en EA la mayoría de estos últimos.

### Evolución posterior
Los partidarios de la corriente Auñamendi, en desacuerdo con lo que consideraban una absorción (o incluso una «compra» debido a la alta deuda que tenía EE), crearon un nuevo partido, Euskal Ezkerra (EuE), que establecería una coalición electoral con EA. Su fracaso en las elecciones generales de 1993 llevó a EuE a separarse de la coalición, al no aceptar la propuesta de integración en EA, y posteriormente disolverse. Algunos de sus más destacados líderes, como Patxi Baztarrika, se pasaron al PNV tras el ofrecimiento de colaboración entre ambos partidos realizado por este último.
Los buenos resultados del PSE-EE en las elecciones generales de 1993, en las que fue la primera formación en el conjunto del País Vasco con el 24,52% de los votos válidos, lo que le otorgó siete diputados y siete senadores, no se repitieron en las elecciones al Parlamento Vasco de 1994. El PSE-EE obtuvo peores resultados de los que había obtenido el PSE en 1990, perdiendo diez parlamentarios respecto a los que consiguieron ambas formaciones por separado; lo que provocó que muchos militantes procedentes de EE abandonaran el partido progresivamente, preocupados por el rumbo adquirido por el PSE-EE respecto al «proyecto vasquista», que consideraban que quedaba marginado, así como por su actitud en los casos de corrupción, los fondos reservados del Ministerio del Interior y los GAL. Uno de los primeros que abandonó la formación fue el expresidente de EE Juan María Bandrés.
Pese a la rápida pérdida de influencia en el PSE-EE, años más tarde algunos miembros de Euskadiko Ezkerra acabarían formando parte del Gobierno Vasco presidido por el lendakari Patxi López en la IX Legislatura (2009-2012), como el viceconsejero de políticas lingüísticas, Ramón Etxezarreta, o el viceconsejero de industria, Xabier Garmendia.

## Miembros destacados
Formaron parte de Euskadiko Ezkerra, en algún momento de su historia, Rosa Olivares, Francisco Letamendia, Patxi Iturrioz, Juan María Bandrés, Mario Onaindia, Xabier Izko de la Iglesia, Teo Uriarte, Kepa Aulestia, Xabier Gurrutxaga, Martin Auzmendi, Patxi Baztarrika, Koro Garmendia, Arantza Mendizábal, Xabier Markiegi, Ramón Etxezarreta, Iñaki Pérez Beotegi, José Antonio Pérez Gabarain, Jorge Mori Igoa, Mikel Sorauren, Juan José Olaberria, Roberto Lertxundi, Juan Astigarrabía, Jon Larrinaga, Jon Juaristi, Javier Erice, Pedro Solabarria, Félix Egia, Iñaki Esnaola, Patxi Bisquert, Txema Portillo y Bixente Serrano Izko, entre otros.

## Logotipo

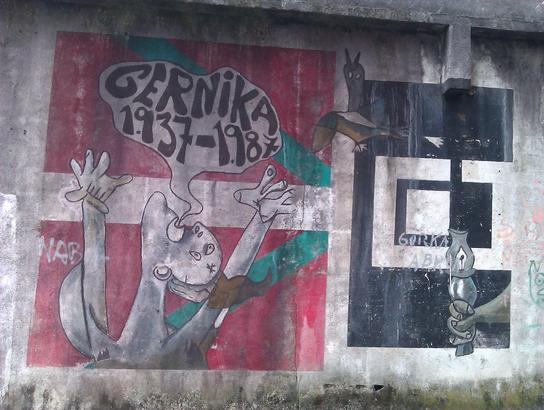
Mural de Euskadiko Ezkerra en conmemoración del bombardeo de Guernica, fotografiado en Galdácano.

La evolución política de la formación también se vio reflejada en los sucesivos logotipos que empleó como marca. Así, el primer logotipo de EE era un diseño vanguardista que superponía las iniciales en dos planos, negro y violeta, y mostraba un puño cerrado de color rojo, todo ello sobre fondo blanco, obra de Manu Mazpule. Con la refundación como partido fue sustituido por otro similar, pero que mostraba media ikurriña en la parte izquierda y una «E» mayúscula en blanco y negro en la derecha como remedo del anterior. Tras la firma del Pacto de Ajuria Enea se modificó por completo y representaba el Árbol de Guernica sobre las siglas de Euskadiko Ezkerra.

## Resultados electorales

### Elecciones generales
| Elecciones y fecha                     | Votos   | %    | Cabeza de lista      | Diputados País Vasco y Navarra | Senadores |
| -------------------------------------- | ------- | ---- | -------------------- | ------------------------------ | --------- |
| Elecciones generales de España de 1977 | 61.417  | 0,34 | Francisco Letamendia | 1/26                           | 1         |
| Elecciones generales de España de 1979 | 85.677  | 0,48 | Juan María Bandrés   | 1/26                           | 0         |
| Elecciones generales de España de 1982 | 100.326 | 0,48 | Juan María Bandrés   | 1/26                           | 0         |
| Elecciones generales de España de 1986 | 107.053 | 0,53 | Juan María Bandrés   | 2/26                           | 0         |
| Elecciones generales de España de 1989 | 105.238 | 0,51 | Koro Garmendia       | 2/26                           | 0         |

### Elecciones municipales
| Elecciones y fecha                       | Votos   | %    | Concejales |
| ---------------------------------------- | ------- | ---- | ---------- |
| Elecciones municipales españolas de 1979 | 67.260  | 0,35 | 85         |
| Elecciones municipales españolas de 1983 | 76.950  | 0,40 | 123        |
| Elecciones municipales españolas de 1987 | 107.354 | 0,55 | 157        |
| Elecciones municipales españolas de 1991 | 71.382  | 0,38 | 105        |

### Elecciones a las Juntas Generales
| Elecciones y fecha                                       | Votos   | %     | Junteros |
| -------------------------------------------------------- | ------- | ----- | -------- |
| Elecciones a las Juntas Generales del País Vasco de 1979 | 63.879  | 7,71% | 14       |
| Elecciones a las Juntas Generales del País Vasco de 1983 | 79.158  | 7,96% | 6        |
| Elecciones a las Juntas Generales del País Vasco de 1987 | 106.797 | 9,99% | 12       |
| Elecciones a las Juntas Generales del País Vasco de 1991 | 68.139  | 6,93% | 8        |

### Elecciones al Parlamento Vasco
| Comicios | Cabeza de lista    | Votos         | %     | Escaños | +/-         | Gobierno                                 |
| -------- | ------------------ | ------------- | ----- | ------- | ----------- | ---------------------------------------- |
| 1980     | Juan María Bandrés | 89.953 (4.º)  | 9,82  | 6/75    |             | Oposición                                |
| 1984     | Mario Onaindia     | 85.671 (5.º)  | 7,98  | 6/75    | Sin cambios | Oposición                                |
| 1986     | Juan María Bandrés | 124.423 (5.º) | 10,88 | 9/75    | 3           | Oposición                                |
| 1990     | Kepa Aulestia      | 79.105 (6.º)  | 7,78  | 6/75    | 3           | Coalición con EAJ-PNV y EA (1990-1991)   |
| 1990     | Kepa Aulestia      | 79.105 (6.º)  | 7,78  | 6/75    | 3           | Coalición con EAJ-PNV y PSOE (1991-1994) |

### Elecciones al Parlamento de Navarra
| Comicios | Cabeza de lista | Votos       | %    | Escaños | +/- | Gobierno           |
| -------- | --------------- | ----------- | ---- | ------- | --- | ------------------ |
| 1983     |                 | 6.292 (8.º) | 2,38 | 0/50    |     | Extraparlamentario |
| 1987     | Ramón Arozarena | 9.618 (8.º) | 3,44 | 1/50    | 1   | Oposición          |
| 1991     |                 | 5.824 (7.º) | 2,15 | 0/50    | 1   | Extraparlamentario |

### Elecciones al Parlamento Europeo
| Elecciones y fecha     | Candidatura              | Votos   | %    | Eurodiputados | Cabeza de lista    |
| ---------------------- | ------------------------ | ------- | ---- | ------------- | ------------------ |
| Representación en 1986 |                          |         |      | 1             | Juan María Bandrés |
| Elecciones de 1987     | Izquierda de los Pueblos | 261.328 | 1,36 | 0             | Mario Onaindia     |
| Elecciones de 1989     | Izquierda de los Pueblos | 290.286 | 1,83 | 1             | Juan María Bandrés |